# Spey Bay
Spey Bay ist eine Ortschaft in der schottischen Council Area Moray an der gleichnamigen Bucht. Sie liegt in der traditionellen Grafschaft Morayshire an der Mündung des Spey in den Moray Firth. Am linken Speyufer gegenüber liegt die Ortschaft Kingston; südlich die Ortschaften Nether Dallachy und Bogmoor. Elgin befindet sich rund 14 Kilometer und Inverness rund 70 Kilometer südwestlich.

## Geschichte
Im späteren 18. Jahrhundert ließ der Duke of Gordon in Spey Bay die Tugnet Salmon Fishing Station als Fischereibetrieb errichten. Der Komplex wurde in den 1960er Jahren aufgelassen. Der Distrikt Moray ließ den Komplex restaurieren und richtete dort ein museales Zentrum zum Themenkomplex Lachsfischerei, Tierwelt und Bootsbau ein. Heute beheimatet die Anlage das Scottish Dolphin Centre. Bei seinen denkmalgeschützten Eishäusern soll es sich um die größten in Schottland handeln. Einziges weiteres Baudenkmal in Spey Bay ist das aus der ersten Hälfte des 19. Jahrhunderts stammende Willow Cottage.
Die Einwohner Spey Bays leben heute im Wesentlichen von den Einnahmen aus dem Tourismus. Hierbei sind das Scottish Dolphin Centre und der Garmouth & Kingston Golf Course bedeutende Faktoren.

## Verkehr
Spey Bay ist über die B9104 an das Straßennetz angebunden. Bei Fochabers sind die A96 (Aberdeen–Inverness) und die A98 (Fochabers–Fraserburgh) in weniger als zehn Kilometern erreichbar.
Obschon Fochabers mehr als fünf Kilometer südlich gelegen ist, wurde 1886 südlich von Spey Bay der Bahnhof Fochabers-on-Spey entlang der Moray Coast Railway eröffnet, welche die Fischerdörfer entlang der südlichen Moray-Firth-Küste mit Portsoy und Banff verband. Nachdem dieser später zunächst in Fochabers, dann in Fochabers and Spey Bay umbenannt wurde, lautet die offizielle Bezeichnung ab 1918 Spey Bay. Die Strecke wurde im Mai 1968 aufgelassen und das Gleis später abgetragen. Bis heute sind das Bahnhofsgebäude und der denkmalgeschützte Speymouth Viaduct südlich von Spey Bay erhalten.
Im Zweiten Weltkrieg wurde südöstlich von Spey Bay der Militärflugplatz Dallachy Airfield eingerichtet. Zu den erhaltenen Bauwerken des zwischenzeitlich aufgelassenen Flugplatzes zählen Kommandogebäude, ein Bombenlager und der Kontrollturm.
Spey Bay ist eine Station entlang des Fernwanderwegs Speyside Way und liegt nahe dessen nördlichen Abeschluss in Buckie.